# Compton Acres

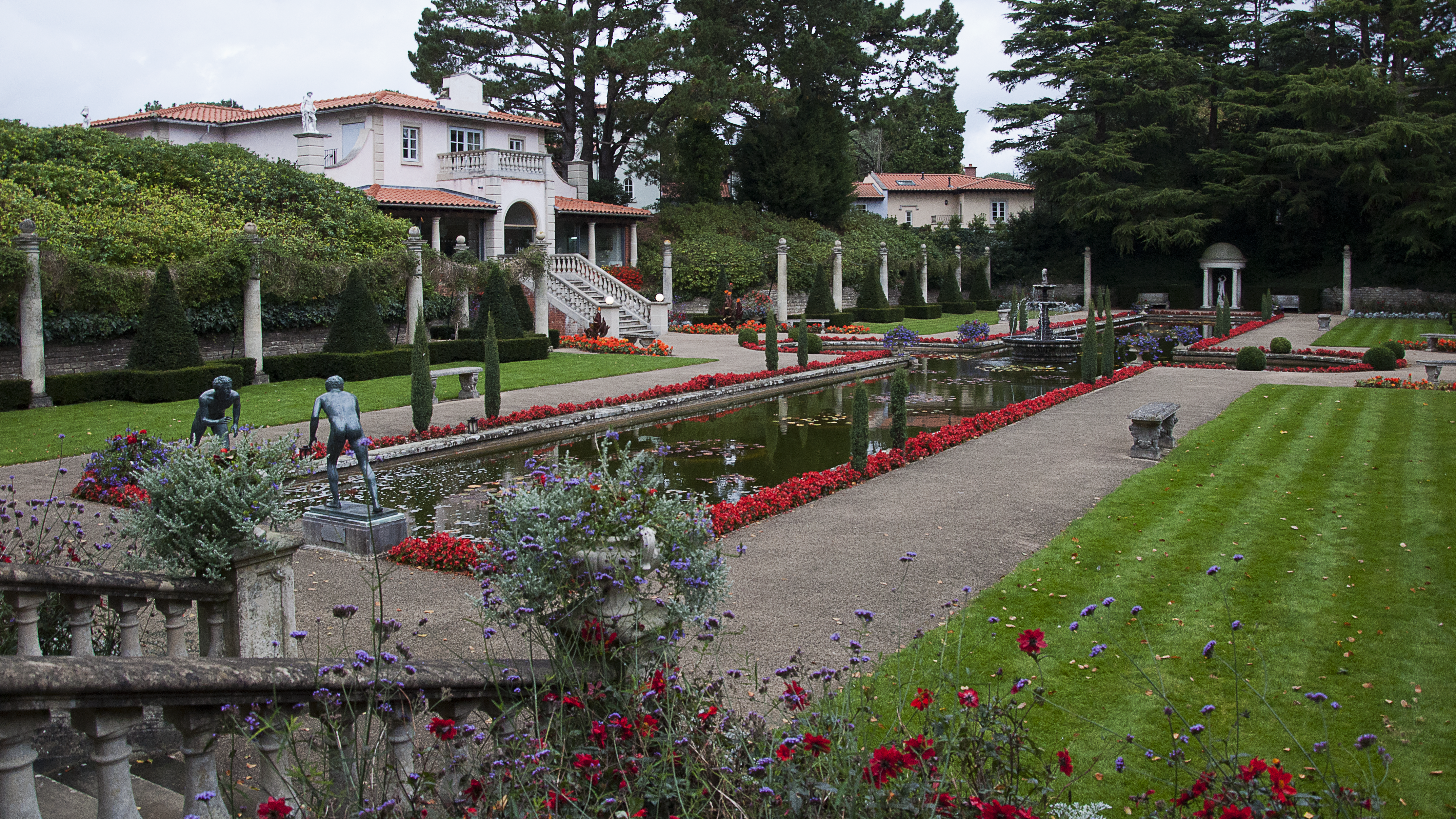
De grote Italiaanse tuin

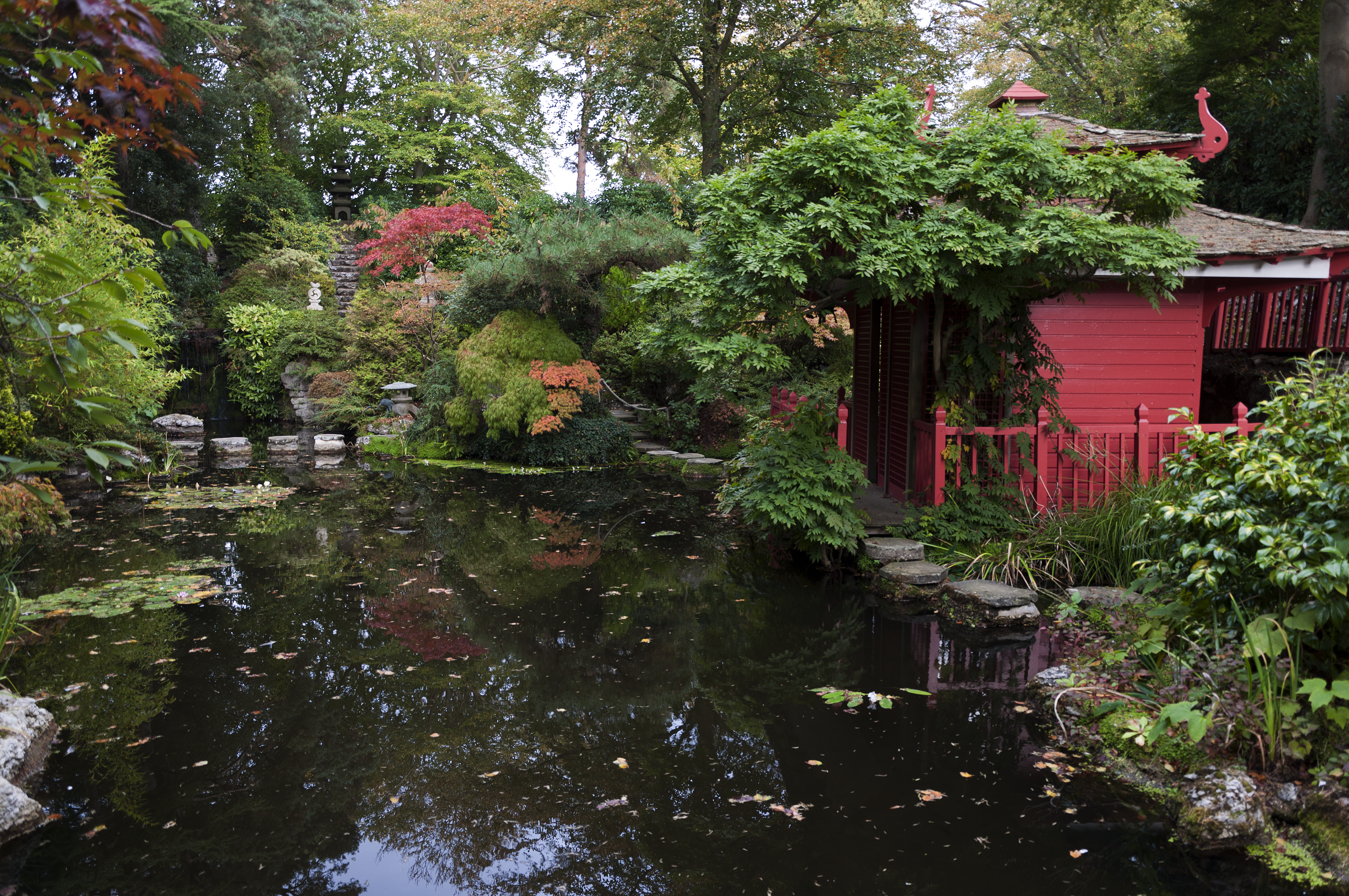
De Japanse tuin

Compton Acres is een tuin in Poole, een plaats in South West England. Thomas William Simpson, een ondernemer die zijn fortuin had vergaard met het maken van margarine begon in 1920 met de aanleg.
De tuin beslaat een oppervlakte van vier hectare en is onderverdeeld in:
- de Romeinse binnenhoftuin: een kleine, ronde tuin met een vijver en het beeld van een jongen met een schildpad op de rug roept herinneringen op aan een Romeins peristylium
- de grote Italiaanse tuin: met water, fonteinen, beelden van Bacchus en de worstelaars van Herculaneum en een massa planten voor een Italiaanse villa
- de palmentuin: hier staan vier grote windmolenpalmen
- de subtropische link: dahlia's, Tetrapanax papyriferus, canna's en Afrikaanse lelie
- de beboste vallei: een vallei met volwassen dennen, watervallen, met rododendrons en camellia's
- de Japanse tuin: deze tuin wordt beschouwd als een van de mooiste in Groot-Brittannië
- de rots- en watertuin: meer dan 300 planten - traag groeiende coniferen en planten uit het Alpinegebied
- de heidetuin: hier is de acacia pravissima te zien

Voor de bezoekers is er een bezoekerscentrum, winkel en restaurant voorzien. Alhoewel in privébezit is de tuin 363 dagen per jaar open voor het publiek.

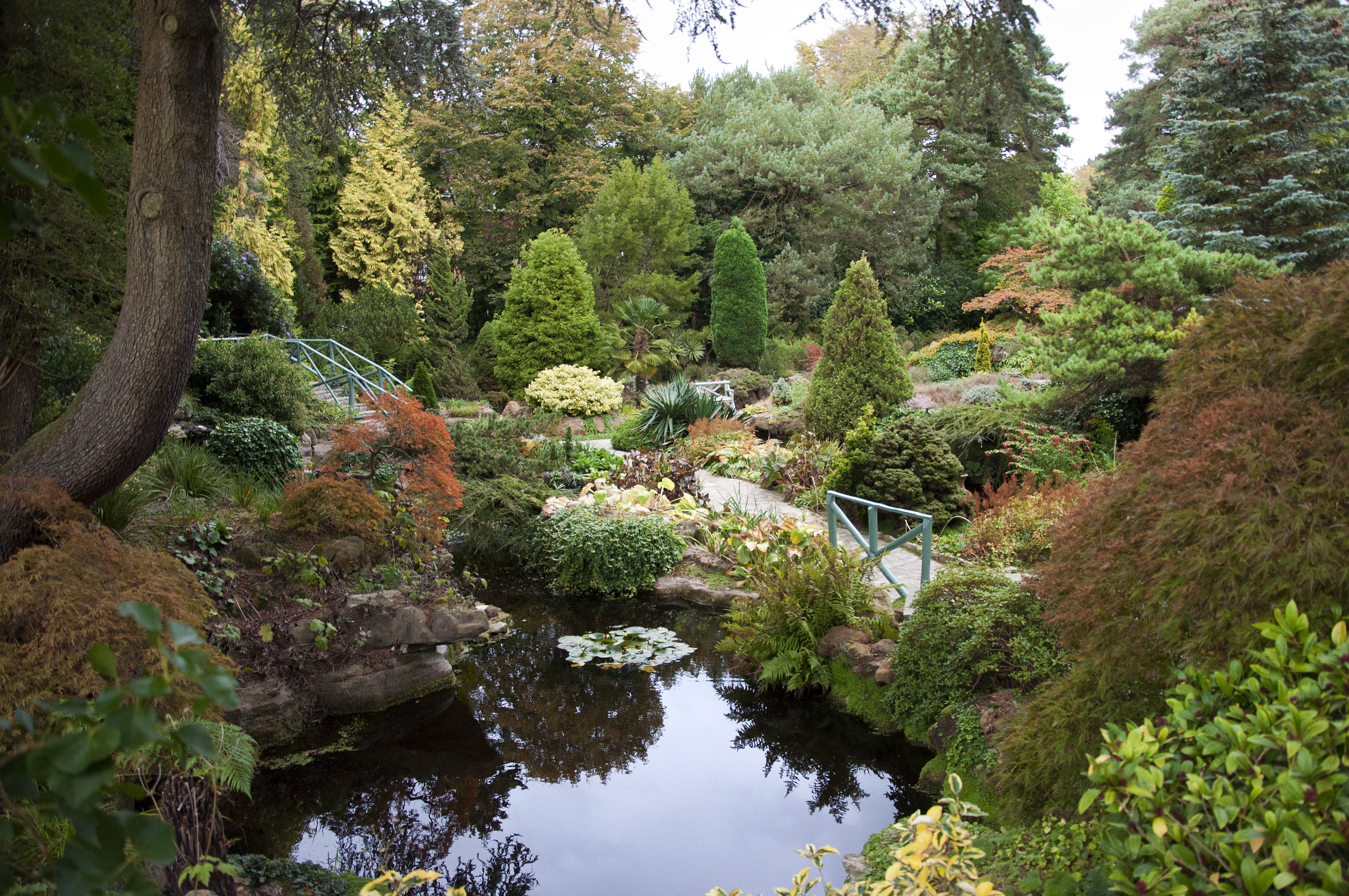
De beboste vallei (wooded valley)
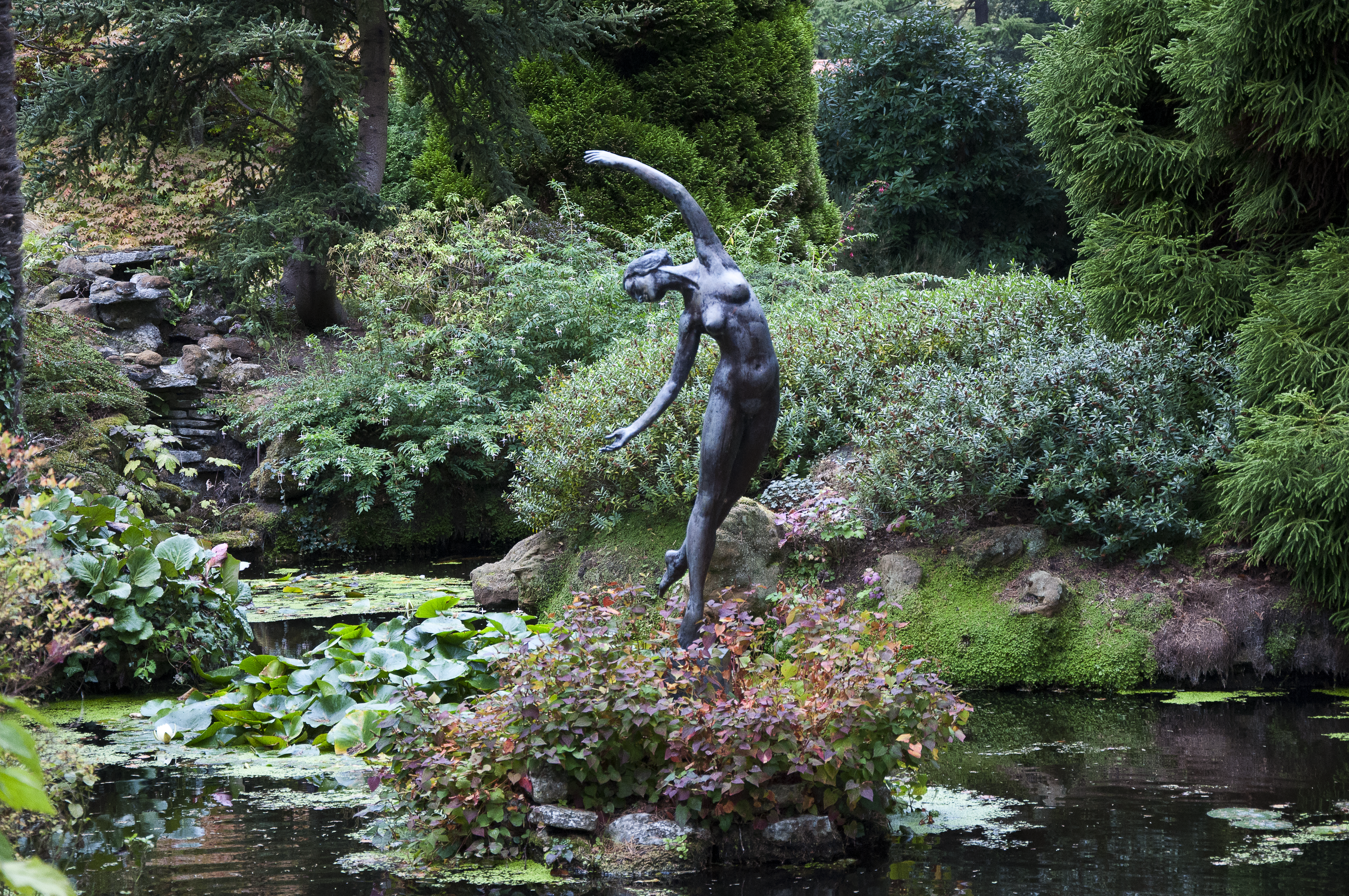